# Aladár Gerevich
Aladár Gerevich (16. března 1910, Jászberény, Maďarsko – 14. května 1991, Budapešť) byl maďarský sportovní šermíř, který se specializoval na šerm šavlí. Je jediným sportovcem v dějinách, který získal zlatou medaili na šesti olympiádách v řadě (mezitím se hry dvakrát nekonaly kvůli válce).
Členem vítězného maďarského družstva šavlistů byl poprvé ve dvaadvaceti letech a naposledy jako padesátiletý. Navíc získal zlato (1948), stříbro (1952) a bronz (1936) v individuální soutěži. V roce 1951 a 1955 získal titul mistra světa v individuální soutěži. S maďarským družstvem šavlistů vybojoval celkem sedm titulů mistra světa (1937, 1951, 1953, 1954, 1955, 1957, 1958). Vedle šermu šavlí vypomáhal kolegům z družstva fleretistů, se kterými vybojoval na olympijských hrách 1952 bronzovou olympijskou medaili.
Jeho manželkou byla Erna Bogenová, také šermířka, dcera rakouského šermířského reprezentanta Alberta Bogena. Jejich syn Pál Gerevich (šavle - družstvo) získal bronzovou medaili na hrách 1972 a 1980.